# Rogerville
Rogerville település Franciaországban, Seine-Maritime megyében. Lakosainak száma 1720 fő (2022. január 1.). Rogerville Gainneville, Gonfreville-l’Orcher, Oudalle és Saint-Aubin-Routot községekkel határos.

## Népesség
A település népessége az elmúlt években az alábbi módon változott:
| Lakosok száma | 1234 | 1246 | 1346 | 1416 | 1501 | 1574 | 1668 | 1706 | 1720 |
|               | 2013 | 2015 | 2016 | 2017 | 2018 | 2019 | 2020 | 2021 | 2022 |